# Pixie
Pixie és una pel·lícula de thriller i de comèdia britànica del 2020 dirigida per Barnaby Thompson. La pel·lícula és protagonitzada per Olivia Cooke, Ben Hardy, Daryl McCormack, Colm Meaney i Alec Baldwin. S'ha doblat i subtitulat al català.
La pel·lícula es va estrenar al Regne Unit el 23 d'octubre de 2020 amb la distribució de Paramount Pictures.

## Premissa
Una dona i dos homes es troben fugint al camp irlandès després d'un atracament que ha sortit malament.

## Repartiment
- Olivia Cooke com a Pixie O'Brien
- Ben Hardy com a Frank
- Daryl McCormack com a Harland
- Chris Walley com a Daniel
- Colm Meaney com a Dermot O'Brien
- Turlough Convery com a Mickey
- Dylan Moran com a comprador potencial
- Olivia Byrne com a Summer O'Brien
- Alec Baldwin com el pare Hector McGrath
- Sebastian de Souza com a Gareth
- Ned Dennehy com a Seamus